# Agressió profilàctica

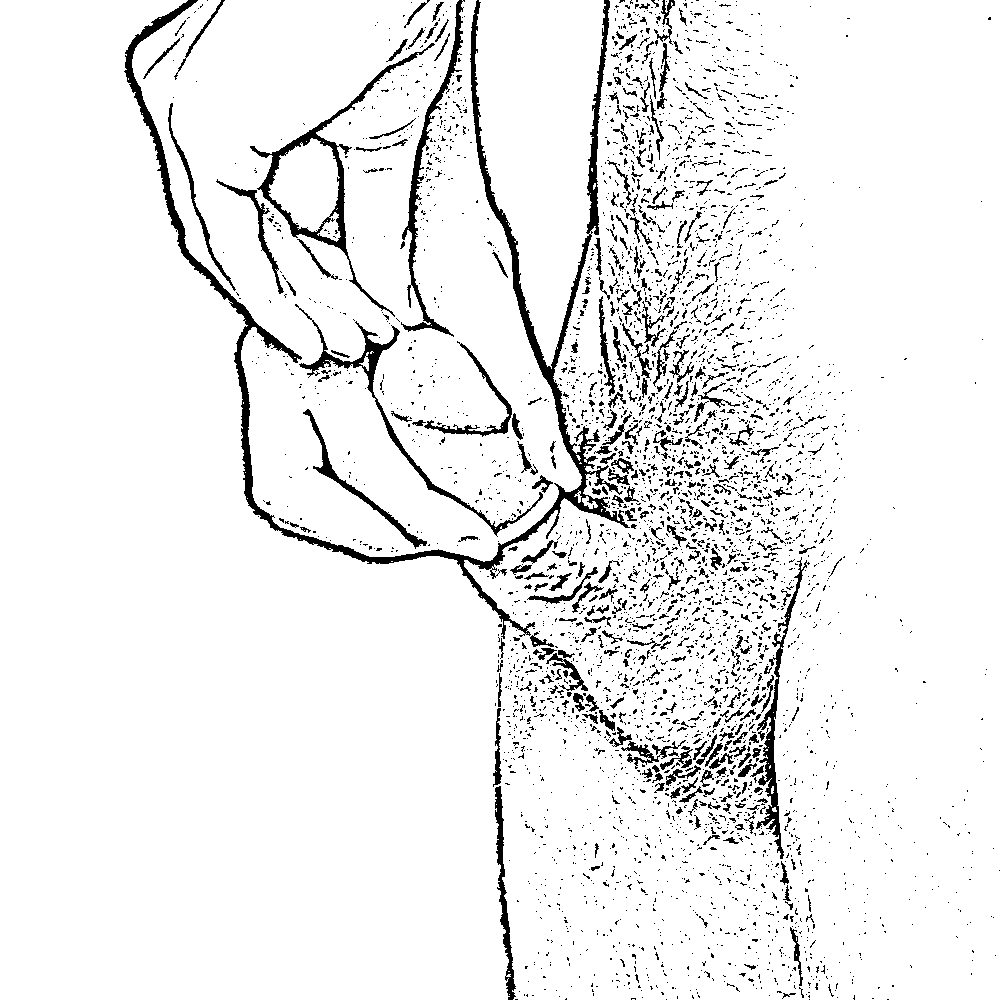
La remoció del preservatiu sense consentiment durant o abans de la penetració constitueix una agressió profilàctica.

L'agressió profilàctica és l'atac sexual consistent a treure's el preservatiu durant el coit —o tot just abans de la penetració— sense el vistiplau de l'altra part. Es tracta d'un tipus d'abús sexual, l'abast legal del qual no està del tot tipificat en molts estats ni és habitual en sentències judicials condemnatòries.
No només suposa una agressió física i un engany psicològic cap a la persona que la rep, sinó que també exposa la víctima a les malalties de transmissió sexual (MTS) i a un possible embaràs no desitjat. A més a més, és considerada com una forma de sabotatge del control de la natalitat de la dona i, per tant, una pràctica misògina i d'impacte molt significatiu en la violència domèstica.
En l'àmbit LGBT, també s'ha documentat com una experiència d'extralimitació física en relacions violentes i abusives en les quals els homes queden sobreexposats a relacions de sexe anal sense protecció. S'ha descrit, addicionalment, com una causa força habitual en la transmissió de la sida quan la contrapart menteix sobre l'ús del preservatiu —de vegades deliberadament i amb finalitat infectiva.
El terme en català és un neologisme encunyat a partir del concepte en anglès «stealthing» i normalitzat a la Terminologia sobre sexualitat i erotisme publicada pel TERMCAT l'any 2018. És un concepte que fou descrit en profunditat per primer cop per l'advocada estatunidenca en drets civils Alexandra Brodsky l'any 2017, que el qualificà de violació i que fou adoptat com a tal per diversos estats dels EUA després de l'impacte social del seu article.